# Adam Koc
Adam Koc, född 31 augusti 1891, död 3 februari 1969, var en polsk politiker.
Adam Koc var ursprungligen officer och frihetskämpe, en av Edward Rydz-Śmigłys medarbetare vid uppbyggandet av den polska staten efter 1918. Koc lämnade militärtjänsten 1928 och invaldes samma år i sejmen, var 1931–1935 statssekreterare i Finansministeriet och en kort tid riksbankschef. På uppdrag av Edward Rydz-Śmigły utarbetade han 1936–1937 ett nationellt, autoritärt enhetsprogram för regeringsblockets politik. Koc var finansminister i polska exilregeringen i Frankrike 1939–1940 och i Storbritannien 1940–1942.